# Борис Владимирович (великий князь)

Великий Князь Бори́с Влади́мирович (12 (24) ноября 1877, Санкт-Петербург — 8 ноября 1943, Париж) — Свиты Его Величества генерал-майор, третий сын великого князя Владимира Александровича и великой княгини Марии Павловны, внук императора Александра II.
Во время Первой мировой войны командовал лейб-гвардии Атаманским полком, затем являлся Походным атаманом всех казачьих войск при императоре Николае II.

## Биография
Общее образование получил под наблюдением Августейших родителей. Окончил Николаевское кавалерийское училище по 1 разряду (1896).
- 20.11.1893 — вступил в службу.
- 12.08.1896 — выпущен из Николаевского кавалерийского училища корнетом в лейб-гвардии Гусарский Его Величества полк.
- 12.11.1897 — назначен флигель-адъютантом к Его Императорскому Величеству со старшинством с 1898.
- 12.08.1902 — произведен в поручики со старшинством с 12.08.1900.
- 08.1903 — отчислен из полка в Свиту.
- 1904—1905 — участвовал в русско-японской войне.

Борис Владимирович был назначен в распоряжение наместника главнокомандующего на Дальнем Востоке Алексеева и 19 февраля 1904 г. прибыл в Порт-Артур. Затем состоял при командующем Маньчжурской армией Куропаткине и посещал те районы театра войны, где военные действия получали особый интерес и значение, как, например, Восточный отряд, где принял участие 4 июля в бою при Хаояне.
Из дневника Георгия Антоновича Плансона, дипломатического чиновника при наместнике ЕИВ на Дальнем Востоке: «10 августа [1904 года]. Узнаю, что в Ляояне В. кн. Борис Владимирович ухаживал за сестрой милосердия княгиней Гагариной. Она дала ему пощёчину и пожаловалась Куропаткину. Он призвал его и сделал замечание. Тот обиделся: «Вы забываете, генерал, что вы говорите с великим князем». Куропаткин рассердился: «Молчать, руки по швам!» Тогда вел. князь выстрелил в него из револьвера, ранил в руку легко. Куропаткин запросил государя, как поступить. Государь ответил: по закону. Следовало расстрелять. Составили комиссию-экспертизу умственных способностей. Признали ненормальным, увезли в Россию».
06.12.1904 — произведен в штабс-ротмистры со старшинством с 12.08.1904. 06.12.1904 — награждён золотым оружием с надписью «За храбрость» за дело при Хаояне.
В апреле 1908 года вернулся в строй. 12 августа того же года произведён в ротмистры.
17 февраля 1910 года награждён ольденбургским фамильным "Орденом Заслуг" Великого герцога Петра-Фридриха-Людвига Ольденбургского.
В июне 1911 года был представителем особы Государя Императора на торжестве коронования английского короля Георга V.
26.08.1912 — полковник. 20.03.1914 — назначен командующим лейб-гвардии Атаманским Наследника Цесаревича полком. 23.11.1914 — произведён в генерал-майоры с назначением в Свиту Его Императорского Величества. 17.09.1915 — отозван в Ставку и назначен и. д. походного атамана всех казачьих войск при Верховном Главнокомандующем.  4.10.1915 — утверждён в должности.
В апреле 1916 года был пожалован перначом (эмблемой атаманской власти; грамота от 19.07.1916).

### После революции
- 03−07.1917 — находился под домашним арестом в своем Английском коттедже в Царском Селе.
- 21.03.1917 — лишён звания генерала свиты в связи с упразднением всех военно-придворных званий.
- 07.08.1917 — состоящий по Донскому казачьему войску, бывший походный атаман, генерал-майор великий князь Борис Владимирович официально уволен от службы, «по прошению», с мундиром.
- 09.1917 — уехал к матери и брату в Кисловодск.
- 08.1918 — арестован большевиками, освобожден отрядом генерала А. Г. Шкуро, бежал в горы Кабарды.
- 09.1918 — жил в Анапе, а после освобождения Крыма от большевиков переехал в Кисловодск.
- 1919 — эмигрировал через Константинополь в Париж, позже переехал в Италию и вернулся в Париж (Мёдон, château Sans-Souci) в 1920 году.

После революции Борис и его возлюбленная Зинаида Рашевская в той группе беженцев-Романовых, которая эмигрировала через юг России. В неё входили великая княгиня Мария Павловна Старшая, её второй сын Борис и третий сын Андрей Владимирович со своей любовницей Матильдой Кшесинской и их сыном Владимиром. Во второй половине 1917 года они оказались в Кисловодске, однако великая княгиня и оба её сына жили в отдельном доме, без своих возлюбленных, поскольку мать великих князей не признавала эти связи.
Как Кшесинская пишет в своих воспоминаниях, в начале 1918 года до Кисловодска «докатилась волна большевизма» — «до этого времени мы все жили сравнительно мирно и тихо, хотя и раньше бывали обыски и грабежи под всякими предлогами», пишет она. 7 августа 1918 года братья были арестованы и перевезены в Пятигорск, но через день отпущены под домашний арест. 13 числа Борис, Андрей и его адъютант полковник Кубе бежали в горы, в Кабарду, где и скрывались до 23 сентября.
Великий князь Александр Михайлович так описал его спасение (возможно, путая):

…Великие Князья Борис и Андрей Владимировичи обязаны спасением своих жизней поразительному совпадению, к которому, если бы его описал романист, читатель отнесся бы с недоверием. Командир большевистского отряда, которому было приказано расстрелять этих двух Великих Князей, оказался бывшим художником, который провел несколько лет жизни в Париже в тяжелой борьбе за существование, тщетно надеясь найти покупателя для своих картин. За год до войны Великий Князь Борис Владимирович, прогуливаясь по Латинскому кварталу, наткнулся на выставку художественно нарисованных подушек. Они понравились ему своею оригинальностью, и он приобрел их значительное количество. Вот и все. Большевистский комиссар не мог убить человека, который оценил его искусство. Он посадил обоих Великих Князей в автомобиль со значком коммунистической партии и повез их в район белых армий.
Кшесинская в итоге оказалась с сыном, семьёй сестры, Рашевской и другими беженцами, которых было около сотни, в Баталпашинской (с 2 до 19 октября), откуда караван под охраной двинулся в Анапу, где решила обосноваться ехавшая под конвоем Мария Павловна. «В марте Борис и Зина заявили о своем намерении покинуть Россию и в конце месяца уехали за границу. Борис Владимирович хотел уговорить уехать и Великую Княгиню, но она категорически отказалась, и решение Бориса её страшно огорчило».

### В эмиграции

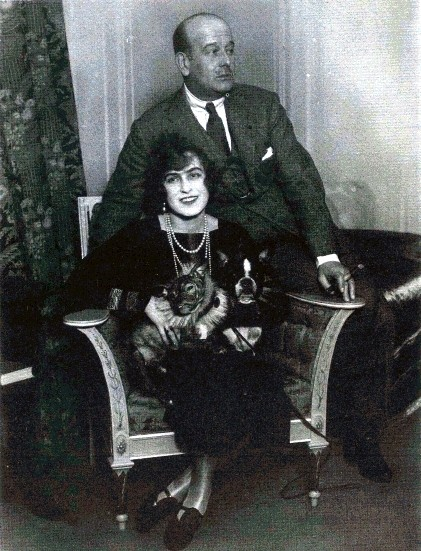
Борис и Зинаида в эмиграции

В 1919 году в Генуе женился на дочери полковника С. А. Рашевского — Зинаиде (3.11.1896 − 30.11.1963) — своей любовнице ещё с дореволюционных лет, от которой имел дочь Анну (род. 1916).
Брак был заключён в Генуе 12 июля 1919 года, в отсутствие ближайшей родни, пока ещё остававшейся в России. (Андрей, в отличие от Бориса, осмелился венчаться с Кшесинской во Франции только после смерти матери в 1920 году). Молодожёны после свадьбы жили в Ницце.
Морганатический брак Бориса с неродовитой и разведённой женщиной лишил его гипотетических возможностей получить российскую корону после своего старшего брата Кирилла Владимировича. Титула «княгини» от Кирилла (считавшего себя Императором) новобрачная не получила, равно как и «морганатической» фамилии (в отличие от жены третьего брата Кшесинской, которая стала «светлейшей княгиней Романовской-Красинской»), поскольку «брак не был официально признан Кириллом Владимировичем». «Кирилл Владимирович крайне отрицательно отнесся к браку своего брата, и Борис Владимирович ни тогда, ни в дальнейшем даже не пытался получить от него согласие на этот союз». Далее «несмотря на личные добрые отношения, братья общались довольно редко из-за неприятия Кириллом Владимировичем супруги Бориса Владимировича и её родни». «Борис был счастлив в этом браке, но Кирилл Владимирович и Виктория Фёдоровна осуждали этот брак и не желали принимать его супругу. А он не желал у них бывать без своей жены. Поэтому они перестали видеться».
Где и когда произошёл развод Зинаиды с мужем Петром Елисеевым, неясно. Остававшийся в Советской России В. М. Глинка приводит свой разговор с Елисеевым за 1928 год: «я спросил его — Пётр Григорьевич, а вы женаты? И услышал довольно странный ответ: не знаю, что вам ответить. Формально, мол, женат, но до него дошли слухи, что его жена за рубежом с ним уже развелась, так что он не знает — женат он или нет». Сестра Зинаиды советская актриса Наталья Рашевская, намного позже рассказала Глинке, что Зинаида и Елисеев были разведены в 1926 году. Зинаида поддерживала связи с семьёй — оставшись бездетной, вместе с Борисом она воспитывала свою «племянницу Наташу». Очевидно, речь идет о дочери Натальи Рашевской — Наталье Фёдоровне Колчиной (1912—1992), впоследствии жене барона Гаэтана де Роне и бабушке писательницы Татьяны де Роне. Также указывается, что с ними жила её вдовая мать (Mme Pauline Rachevsky).
С 1922 года Борис с женой жили в парижском особняке на улице Мариньян (18 Rue de Marignan), недалеко от Елисейских Полей. От матери он унаследовал знаменитые изумруды (впоследствии — у Элизабет Тейлор), продав которые, смог приобрести замок Сан Суси (Sans Souci) в Мёдоне (недалеко от Парижа).
Кшесинская снова упоминает Зинаиду в своих мемуарах за 1940 год, когда немцы вторглись во Францию. Тогда из Парижа они с трудом добрались «к Великому Князю Борису Владимировичу и его жене Зине в Биарриц, куда они нас уже давно приглашали». Однако вскоре после их прибытия Франция сдалась, и немцы заняли и этот город. Семья вернулась из Биаррица в Париж. Во время войны супруги испытывали финансовые трудности, им пришлось продать замок и переехать на улицу Фэзандери (Rue de la Faisanderie) в Париже.
Борис умер в Париже 8 ноября 1943 года в 20.30. Кшесинская описывает и это событие: «во время обеда Зина, его жена, нам позвонила, что Борису очень плохо. Мы сразу же полетели к нему, но было, увы, уже поздно. Мы застали его мёртвым». Он был похоронен рядом с матерью в храме-усыпальнице в честь равноапостольных Марии Магдалины и великого князя Владимира в Контрексевиле (спустя двадцать лет там же была погребена и Зинаида).

## Награды

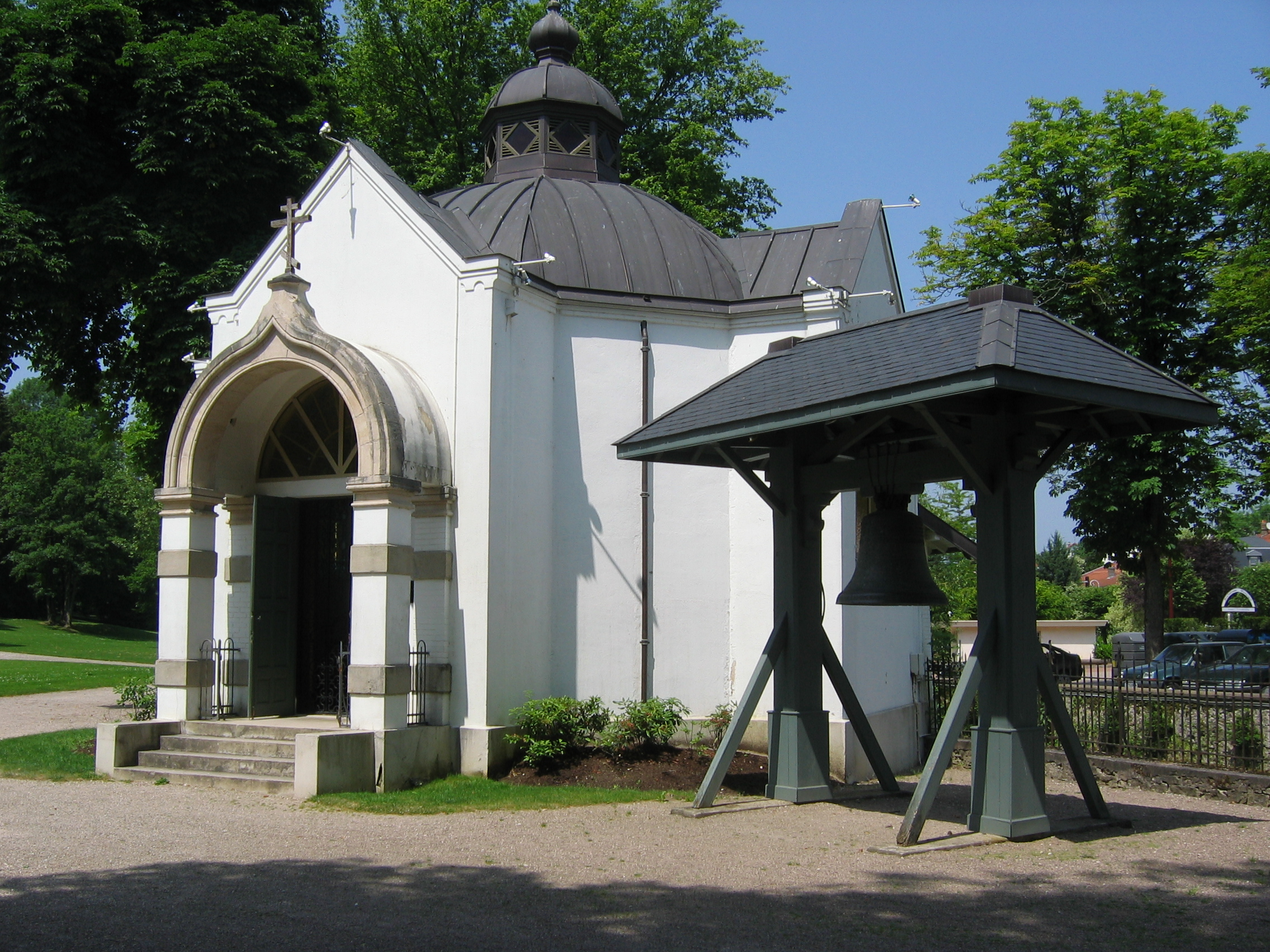
Место погребения Бориса Владимировича, его жены Зинаиды и его матери Марии Павловны в Контрексевиле

- Орден Святого Андрея Первозванного (12.11.1877);
- Орден Святого Александра Невского (12.11.1877);
- Орден Белого Орла (12.11.1877);
- Орден Святой Анны 1 ст. (12.11.1877);
- Орден Святого Станислава 1 ст. (12.11.1877);
- Золотое оружие «За храбрость» за дело при Хаояне (06.12.1904);
- Орден Святого Владимира 4 ст. (1906);
- Орден Святого Георгия 4 ст. (04.11.1914);
- мечи и бант к ордену Святого Владимира 4 ст. (9.02.1915);
- Пернач (04.1916).

иностранные:
- Австрийский орден Святого Стефана большой крест (1896);
- Шведский орден Серафимов (12.07.1897);
- Большой крест Французского ордена Почётного легиона (26.03.1908)[12]
- Ольденбургский орден Заслуг герцога Петра-Фридриха-Людвига (17.02.1910).

## Адрес в Царском Селе
- Пушкин, Московское шоссе, 11 — Дача великого князя Бориса Владимировича (стиль модерн, архитекторы Шерборн и Скотт, годы постройки: 1896—1897).